# タイム・マシーン (ジョー・サトリアーニのアルバム)
『タイム・マシーン 』（Time Machine）は、アメリカ合衆国のギタリスト、ジョー・サトリアーニが1993年に発表した5作目のスタジオ・アルバム。ただし、1984年発表のEP『Joe Satriani』からの4曲も再収録され、14曲のライヴ音源を収録したディスク2も付属した、変則的な内容である。

## 背景
「オール・アローン」は、ビリー・ホリデイとマル・ウォルドロンが共作したバラード「レフト・アローン」が元になっており、サトリアーニは10代の頃、ホリデイのファンだった母の誕生日に、この曲を演奏したことがあるという。「クレイジー」は、日本ではアルバム『ジ・エクストリーミスト—極—』（1992年）のボーナス・トラック、ヨーロッパではCDシングルのカップリング曲として発表済みの曲である。「ウッドストック・ジャム」は、以前ミック・ジャガーのツアーでも共演したフィル・アシュリー、ダグ・ウィンビッシュ、サイモン・フィリップスを従え、元々はアルバム制作を前提に行われた1990年のセッションにおける未発表録音である。

## 反響・評価
アメリカのBillboard 200では最高95位に終わり、『サーフィング・ウィズ・ジ・エイリアン』（1987年）以降のスタジオ・アルバムとしては初めて、全米トップ50入りを逃す結果となった。一方、全英アルバムチャートでは32位に達し、前スタジオ・アルバム『ジ・エクストリーミスト—極—』に続く、自身2作目の全英トップ40アルバムとなった。
第36回グラミー賞では収録曲「スピード・オブ・ライト」が最優秀ロック・インストゥルメンタル・パフォーマンス賞にノミネートされ、続く第37回グラミー賞では「オール・アローン」が同賞にノミネートされた。
フィル・カーターはオールミュージックにおいて5点満点中4.5点を付け「新しいファンにとっては絶好の入門編で、長年のファンにも新しい発見をもたらすだろう」と評している。

## リイシュー
2016年再発CD (SICP-30916)は、「タイム・マシーン」のリミックス・ヴァージョンがボーナス・トラックとして追加されているが、初回盤のディスク2は外されて1枚物のCDとして発売された。一方、2020年発売のヨーロッパ盤再発CD (MOCCD13907)は、オリジナルと同様2枚組となっている。

## 収録曲
特記なき楽曲はジョー・サトリアーニ作。

### ディスク1
1. タイム・マシーン - Time Machine - 5:06
  - 1993年5月録音。
2. ザ・マイティ・タートル・ヘッド - The Mighty Turtle Head - 5:12
  - 1993年5月録音。
3. オール・アローン - All Alone (Billie Holiday, Mal Waldron) - 4:22
  - 1993年5月録音。
4. バナナ・マンゴII - Banana Mango II - 6:05
  - 1990年 - 1991年録音で、1993年にミキシングが行われた。
5. シンキング・オブ・ユー - Thinking of You - 3:57
  - 1992年 - 1993年録音。
6. クレイジー - Crazy - 4:04
  - 1991年録音。
7. スピード・オブ・ライト - Speed of Light - 5:14
  - 1991年 - 1993年録音。
8. バロック - Baroque - 2:16
  - 1991年録音。
9. ドゥウェラー・オン・ザ・スレショールド - Dweller on the Threshold - 4:15
  - 1986年 - 1987年録音で、1993年にミキシングが行われた。
10. バナナ・マンゴ - Banana Mango - 2:44
  - EP『Joe Satriani』（1984年）より。
11. ドリーミング#11 - Dreaming #11 - 3:38
  - EP『Joe Satriani』より。
12. アイ・アム・ビカム・デス - I Am Become Death - 3:54
  - EP『Joe Satriani』より。
13. セイング・グッバイ - Saying Goodbye - 2:53
  - EP『Joe Satriani』より。
14. ウッドストック・ジャム - Woodstock Jam - 16:11
  - 1990年のスタジオ・ライヴ録音。

#### 2016年再発CDボーナス・トラック
1. タイム・マシーン（リミックス） - Time Machine (Remix) - 5:09

### ディスク2
1. サッチ・ブギ - Satch Boogie - 3:58
2. サマー・ソング - Summer Song - 6:00
3. フライング・イン・ア・ブルー・ドリーム - Flying in a Blue Dream - 5:24
4. クライング - Cryin' - 6:25
5. ザ・クラッシュ・オブ・ラヴ - The Crush of Love - 5:47
6. ティアズ・イン・ザ・レイン - Tears in the Rain - 1:51
7. オールウェイズ・ウィズ・ミー、オールウェイズ・ウィズ・ユー - Always with Me, Always with You - 3:39
8. ビッグ・バッド・ムーン - Big Bad Moon - 5:22
9. サーフィン・ウィズ・ジ・エイリアン - Surfing with the Alien - 4:39
10. ルビナ - Rubina - 6:44
11. サークルズ - Circles - 4:14
12. ドラム・ソロ - Drum Solo (Jonathan Mover) - 2:14
13. ローズ・オブ・カーマ - Lords of Karma - 5:43
14. エコー - Echo - 7:51

各曲の録音日および公演地は下記の通り。
- 11. 12. 13. 14. - 1988年6月 サンディエゴ カリフォルニア・シアター
- 1. 5. 6. 7. 8. 10. - 1992年12月 フィラデルフィア タワー・シアター
- 2. 4. 9. - 1992年12月 ボストン オルフェウム・シアター
- 3. - 1993年3月 ロンドン ハマースミス・アポロ

## 参加ミュージシャン

### ディスク1
- ジョー・サトリアーニ - ギター(all tracks)、キーボード(on #1, #2, #4, #5, #6)、ベース(on #6, #7, #9)、ボーカル(on #6)
- トム・コスター - オルガン(on #3)
- フィル・アシュリー - シーケンサー(on #4)、キーボード(on #6, #7, #14)
- スチュアート・ハム - ベース(on #1, #2, #3)
- マット・ビソネット - ベース(on #5)
- ダグ・ウィンビッシュ（英語版） - ベース(on #14)
- ジョナサン・ムーヴァー - ドラムス(on #1, #2, #3)、パーカッション(on #1, #2)
- サイモン・フィリップス - ドラムス(on #4, #14)
- ジェフ・キャンピテリ - ドラムス(on #4, #9)、パーカッション(on #5)、エレクトロニック・ドラムス(on #6)、ドラム・プログラミング(on #7)
- グレッグ・ビソネット - バスドラム(on #5)
- ボンゴ・ボブ・スミス - ドラム・プログラミング(on #7)
- ジョン・クニベルティ - ドラム・プログラミング(on #7)

### ディスク2
- ジョー・サトリアーニ - ギター(#12を除く全曲)
- フィル・アシュリー - キーボード(on #1, #2, #3, #4, #5, #6, #7, #8, #9, #10)
- マット・ビソネット - ベース(on #1, #2, #3, #4, #5, #7, #8, #9, #10)
- スチュアート・ハム - ベース(on #11, #13, #14)
- グレッグ・ビソネット - ドラムス(on #1, #2, #3, #4, #5, #7, #8, #9, #10)
- ジョナサン・ムーヴァー - ドラムス(on #11, #12, #13, #14)